# Geschichte der Tuchindustrie in Aachen

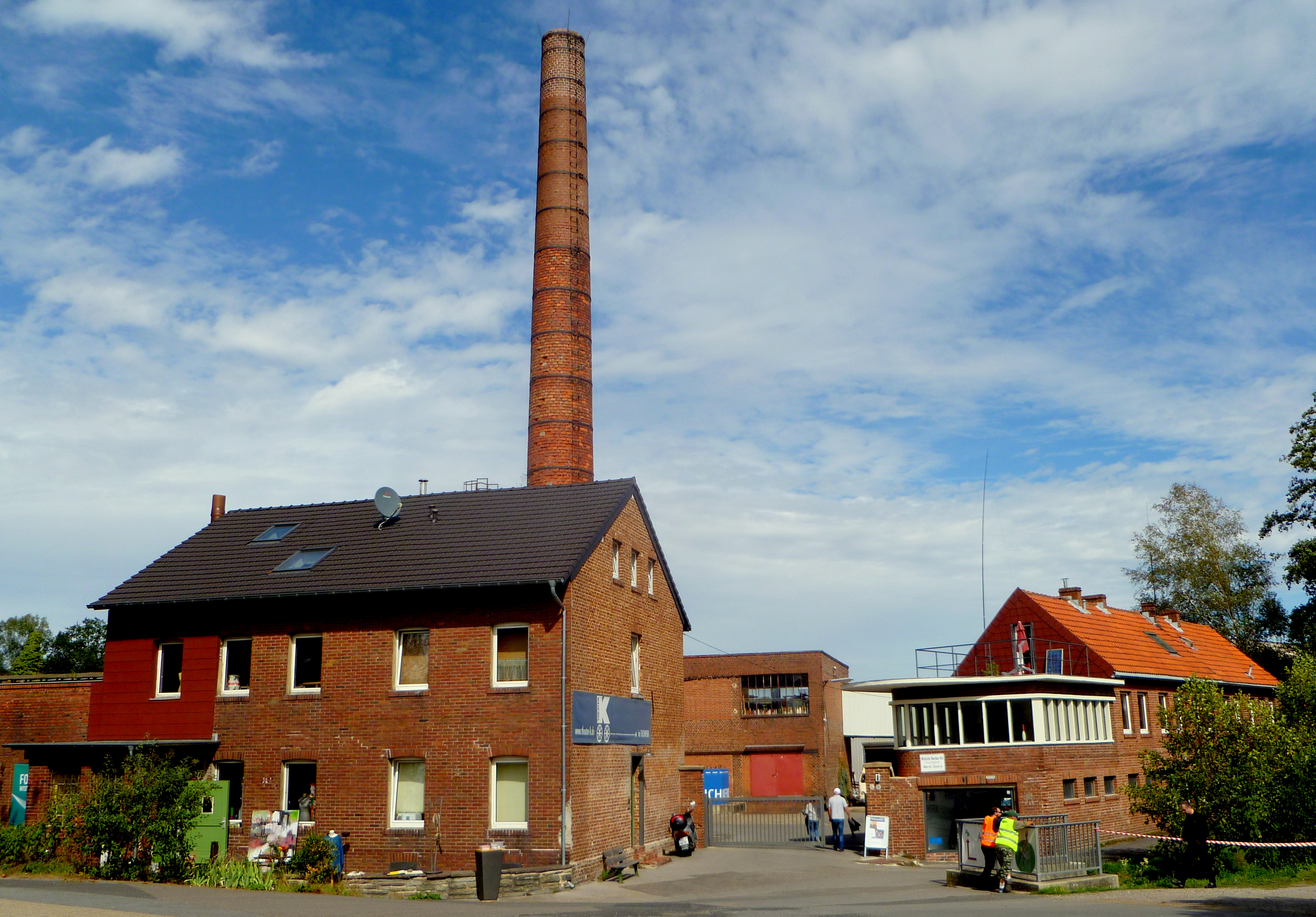
Stockheider Mühle, ehem. Walkmühle (1788) und Färberei (1891), heute Sitz des Tuchwerks Aachen

Die Geschichte der Tuchindustrie in Aachen erstreckt sich über mehrere Jahrhunderte und erlebte seit den ersten urkundlichen Erwähnungen im 12. Jahrhundert bis zur Schließung der letzten Tuchfabrik im Jahr 2003 zahlreiche Höhen und Tiefen. Sie zeigt Parallelen und Verknüpfungen mit der Textilgeschichte in den nicht weit entfernten Tuchzentren in Eupen und Verviers im benachbarten Belgien, Vaals in den Niederlanden, sowie Monschau und Euskirchen auf deutscher Seite und ist deshalb seit 2004 in der länderübergreifenden Initiative Wollroute und in dem Kultur- und Wissensstandort Tuchwerk Aachen dokumentarisch erfasst. Vor allem die in Aachen noch erhaltenen alten Mühlen aus der Frühen Neuzeit und die teilweise monumentalen Fabrikbauten aus dem Industriezeitalter sind ein Zeugnis von der Blütezeit der dortigen Tuchindustrie, die neben der Aachener Nadelindustrie als wesentlicher Wirtschaftsfaktor von Bedeutung war. Diese Tradition wird mittlerweile durch die Kooperationen von mehreren Instituten der RWTH Aachen mit dem Tuchwerk Aachen in der wissenschaftlichen Erforschung der Materialien für die Textilindustrie fortgeführt, wie beispielsweise durch das „DWI – Leibniz-Institut für Interaktive Materialien e. V.“ (zuvor: „Deutsches Wollforschungsinstitut“ (DWI)), das „Institut für Textiltechnik“ (ITA) und das „Deutsche Forschungsinstitut für Bodensysteme e. V.“ (zuvor: „Deutsches Teppich-Forschungsinstitut“).

## Von den Anfängen bis zur Zeit Napoléons
Begünstigt durch die vielen größeren und kleineren Bäche Aachens mit ihrem zumeist kalkarmen, weichen Wasser war das Aachener Tuchhandwerk bereits im Mittelalter einer der wichtigsten Wirtschaftszweige der Stadt. An fast all diesen Bächen wurden Mühlen gebaut oder übernommen und als Tuchfabriken und Färbereien eingerichtet. Zur Blütezeit der Tuchindustrie nutzten rund 250 Tuchfabriken, Spinnereien und Färbereien die Wasserkraft der Aachener Bäche, da es sich bestens zum Waschen, Entfetten und Bleichen der Wollen und Tücher eignete. Mühlgräben und Mühlteiche regulierten die Wasserzufuhr. Mit Thermalwasser wurden die Wasserräder im Winter eisfrei gehalten und die Betriebe konnten so das ganze Jahr hindurch produzieren.
Erstmals wurden im Jahr 1136 die Aachener Tuchmacher in den Chroniken der Äbte von St. Trond erwähnt und 30 Jahre später als „Handelsreisende“ bezeichnet. Es folgten um 1200 ein Eintrag in die Wiener Mautbestimmungen und 1241 eine urkundliche Bescheinigung über die Zollbefreiung mit Antwerpen sowie weitere Erwähnungen in den Stadtbüchern von Riga und Nowgorod und 1369 eine Urkunde über privilegierten Handel mit Ungarn. Bis zum Ende des 14. Jahrhunderts war dies eine erste Hochphase des Aachener Tuchhandwerks.
Um diese Zeit herum formierten sich die Tuchmacher und Weber in der so genannten Wollenambacht und beteiligten sich 1368 an einem Aufstand für mehr Mitspracherecht im Stadtrat, der jedoch blutig niedergeschlagen wurde. Erst mit der Einführung des Ersten Aachener Gaffelbriefs von 1450 erhielten nun vor allem die Tuchkaufleute Zugriff auf das Werkmeisteramt und das Werkmeistergericht der Stadt und damit Einfluss auf die gesamte Ambacht.
Nachdem ab 1530 auch in der Freien Reichsstadt Aachen die Reformation allmählich ihren Einzug genommen hatte, ließen sich in den Folgejahren vor allem protestantische (calvinistische) Tuchmacherfamilien aus Flandern, der Artois und dem Herzogtum Limburg in der Stadt nieder, die nach der Auflösung der Burgundischen Niederlande vor der streng katholischen Regierung der nunmehr Spanischen Niederlande nach Aachen geflüchtet waren. Dies führte zum Konflikt mit den alteingesessenen Familien und dem mehrheitlich katholischen Stadtrat und es kam zu den bekannten Aachener Religionsunruhen, die 1598 in einer ersten und 1614 in einer endgültigen vom Kaiser verhängten Reichsacht gegen maßgebliche protestantische Bürger, darunter viele Tuchhandwerker und -händler, gipfelten.
Zugleich verursachten die rigiden Zunftrechte, die den einzelnen Unternehmen die Anzahl der Webstühle, des Personals und der Produkte vorschrieben, massive Einschränkungen für die Aachener Tuchhersteller, wodurch diese international nicht mehr wettbewerbsfähig waren. Die meisten Firmeninhaber versuchten deshalb, die Zunftrechte zu umgehen und ließen ihre Ware im sogenannten Verlagssystem herstellen, bei dem die Güter in zunftunabhängiger Heimarbeit produziert wurden, während der Vertrieb zentral geregelt wurde. Einige von ihnen wie Johann von Wespien, Christian Friedrich Claus oder Franz Carl Nellessen brachten es mit diesem System zu großem Erfolg. Die bestehenden Firmensitze waren zumeist in wasserradgetriebenen Spinnmühlen untergebracht wie beispielsweise in der Heißenstein- und Drieschmühle, der Weißen Mühle, der oberen und unteren Papiermühle, sowie in der Amia-, Heppions-, Dennewarts-, Pletsch- oder Kelmismühle.
Dennoch entschlossen sich viele Aachener Unternehmer, ihre Betriebe aufgrund der wirtschaftlichen Nachteile und teilweise auch wegen der Religionszugehörigkeit in liberaler eingestellte Städte zu verlagern, wie beispielsweise in den Nachbarort Burtscheid oder in den niederländischen Grenzort Vaals. Bekannteste Vertreter dieser „Auswanderer“ waren Johann Arnold von Clermont, der es in Vaals zu einem Tuchimperium und zu enormen Reichtum brachte und dort als „Tuchbaron“ bezeichnet wurde, oder die Familie Pastor, die in Burtscheid selbst und im angeschlossenen Frankenberger Viertel mehrere florierende Textilunternehmen und Nadelfabriken gründeten. Zudem profitierte diese Familie von engen familiären sowie geschäftlichen Verbindungen mit der Familie Cockerill.

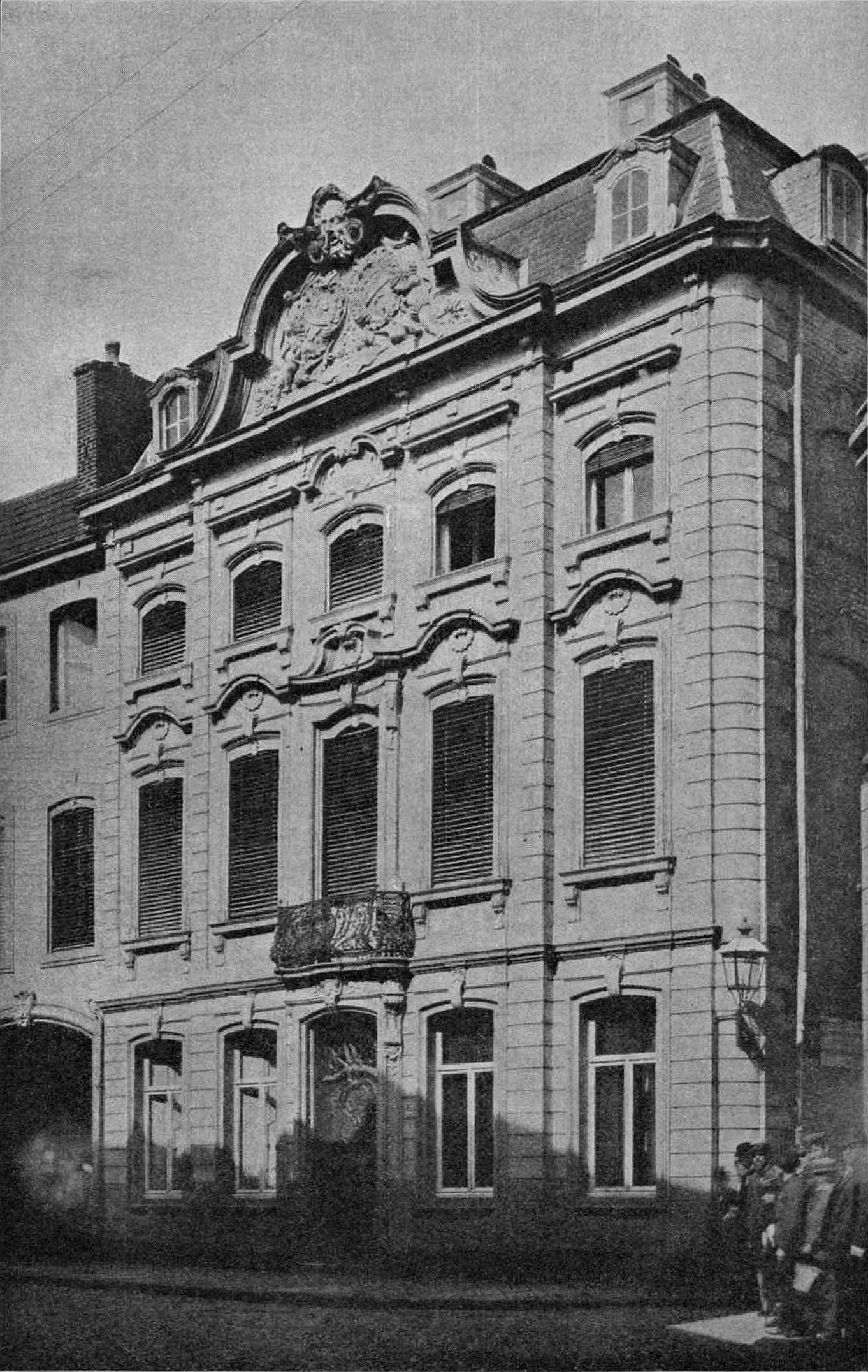
Wespienhaus; Bürgerhaus aus 1735 von Johann Joseph Couven mit Fabrik im Achterbau

Obwohl es auch in Burtscheid seit dem 14. Jahrhundert eine Tuchmacherzunft gegeben hatte, florierte besonders ab dem 18. Jahrhundert vor allem durch die ortsansässige Familie Erckens und die zugezogenen Unternehmer das dortige Tuchhandwerk ebenso erfolgreich wie in Aachen. Es bestand unter anderem aus Tuch-, Hirschleder- und Kaschmirfabriken, sowie Streich- und Kammgarnspinnereien, mechanischen Webereien, Färbereien und einer Filztuchfabrik. Mit der Eingemeindung Burtscheids nach Aachen im Jahr 1897 gehörten alle betroffenen Firmen schließlich zum wirtschaftlichen Oberzentrum.
Während es also im 17. und 18. Jahrhundert aus religiösen und arbeitsrechtlichen Gründen zu einem massiven Aderlass in der Aachener Textilwirtschaft kam, lebte dagegen die „Konkurrenz“ in den liberaleren Nachbarstädten auf. Die barocken Fabrikantenvillen aus jener Zeit wie die Häuser Grand Ry, Rehrmann-Fey und Mennicken in Eupen oder Haus Clermont und die Schlösser Vaalsbroek und Blumenthal in Vaals oder das Rote Haus in Monschau belegen den wirtschaftlichen Erfolg der betreffenden Tuchfabrikanten, wobei in Aachen lediglich das ehemalige Wespienhaus des Tuchfabrikanten Johann von Wespien diesem Anspruch gerecht werden konnte.

## Entwicklung ab der Napoleonischen bis zur Weimarer Zeit
Nachdem es infolge der Koalitionskriege im Jahr 1795 zu der Machtübernahme durch Napoléon Bonaparte gekommen war, erlebte das Aachener Tuchhandwerk vor allem durch die Aufhebung der Zunftverfassung und der damit erworbenen Gewerbefreiheit einen neuen wirtschaftlichen Aufschwung. Positiv wirkte sich zudem die Einfuhr von Merinowolle aus Spanien aus, mit der Feintuche von höchstem Standard produziert werden konnten, sowie die von Napoléon verhängte Kontinentalsperre und die damit verbundene Ausschaltung der britischen Konkurrenz. Der entscheidende Durchbruch entstand schließlich durch die neu entwickelten mechanischen Spinn-, Scher-, Aufrau- und Webmaschinen aus der Werkstatt von William Cockerill und seinen Söhnen James und John, die wegen der oben genannten Kontinentalsperre in Verviers und Lüttich hergestellt wurden.

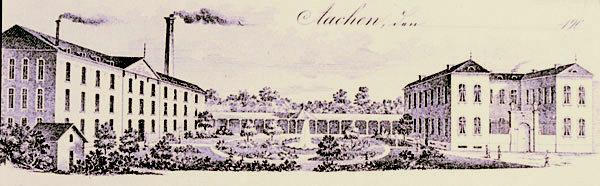
Tuchfabrik Kelleter mit Achterbau am Wylre’schen Haus

Begünstigt durch diese Umstände entstanden zur Jahrhundertwende auf den Gartengrundstücken mehrerer Tuchkaufleute die so genannten „Achterbauten“ wie beispielsweise am Wylre’schen Haus, in denen die handwerklich Beschäftigten räumlich zusammengefasst wurden. Darüber hinaus erwarben mehrere Unternehmer zu günstigen Bedingungen die säkularisierten Klöster von der französischen Verwaltung, darunter Ignatz van Houtem das Kloster der weißen Frauen, Franz Ägidius Joseph August Heusch das Kreuzherrenkloster und Jakob Friedrich Kolb die Reichsabtei Kornelimünster und ließen diese zu Tuchfabriken umbauen. Recht bald stieg nun die Zahl der Hauptbetriebe ohne die zahlreichen familiären „Subunternehmen“ im Tuchhandwerk deutlich an: von etwa neun Tuchfabriken im Jahr 1800 auf 16 Tuch- und Casimirfabriken im Jahr 1804 sowie auf 41 Fabriken im Jahr 1807 und schließlich auf 93 Tuch- und Casimirfabriken im Jahr 1812 mit zusammen 1358 Stühlen. In diesem Jahr wurden 98 Tuchmachermeister, 1378 Weber, 1672 Spinner, 635 Stöpferinnen, 53 Schermeister, 645 Scherarbeiter, 18 Färbermeister und 84 Färbereiarbeiter beschäftigt.
Das Ende der französischen Herrschaft im Jahr 1815 und die Übernahme der Regierungsgeschäfte durch Preußen brachten erneut empfindliche Umstellungen für die Tuchindustrie mit sich: zum einen weil durch die neue Grenze zu Frankreich der Markt zu den westlichen Ländern abbrach und zum anderen weil durch den Wegfall der Kontinentalsperre der Wettbewerb mit der erstarkten englischen Konkurrenz vor allem durch die dortigen technischen Fortschritte in der Mechanisierung wieder auflebte. Eine dieser technischen Innovationen war beispielsweise die Einführung einer modernen und an die Ansprüche der Tuchindustrie angepassten Dampfmaschine nach englischem Vorbild. Dies führte einerseits zur Unabhängigkeit der Tuchfabriken von der Wasserführung der Bäche und andererseits konnte das Transportwesen durch den aufkommenden dampfgetriebenen Zugverkehr effektiver und somit der Handel erfolgreicher gestaltet werden. Die erforderliche Modernisierung und Neuentwicklung der Arbeitsmaschinen für die Tuchfabriken auf Dampfkraft fand unter anderem wiederum in der Maschinenfabrik der Cockerills in Lüttich statt.
Bereits 1817 war es die Tuchfabrik Edmund Kelleter, die sich als Erste eine Dampfmaschine leistete, weitere zahlreiche Fabriken folgten in den nächsten Jahren. Zu der raschen Industrialisierung der Tuchfabriken Aachens, die das jahrzehntelang existierende Verlagssystem ablöste, trug sowohl die günstige geographische Lage an der Grenze, die Nähe zu den Rohstoffen, die frühe Gründung der Handelskammer Aachen und der Einsatz von Großkaufleuten wie David Hansemann als auch die preußische Gewerbepolitik nach 1814/15 bei. Nachdem sich der Konkurrenzdruck durch die liberalen Zollgesetze von 1818 verschärft hatte, stockte in den 1820er-Jahren die Wirtschaftsentwicklung, was besonders die Industrie im westlichen Preußen traf. Das zwang die Fabrikherren dazu die Produktionskosten zu senken und Arbeiter zu entlassen und mehr in Maschinen zu investieren. Dies führte zum Aachener Aufruhr vom 30. August 1830, im Verlauf dessen die Arbeiter der „Tuchfabrik C. Nellessen“ zum Stadtpalais von James Cockerill auf dem Friedrich-Wilhelm-Platz Nr. 7 zogen und einen Großteil seiner Wohnungseinrichtung demolierten. Nur mit Hilfe der Polizei konnte der Aufruhr blutig niedergeschlagen und die Produktion wieder angekurbelt werden.

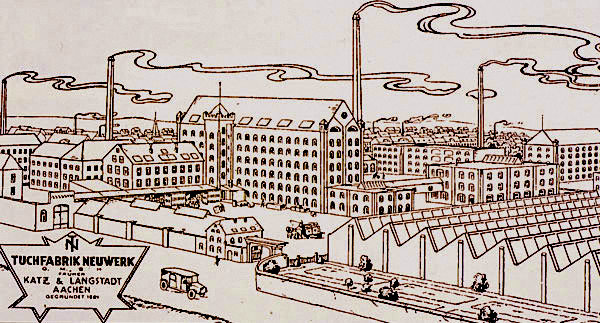
Tuchwerk Neuwerk, vormals Pastor; Geschossbauten mit Treppenturm und Sheddachhallen

Die Modernisierung ließ sich dennoch nicht aufhalten und das einsetzende Industriezeitalter zeigte in Aachen, vor allem durch verbesserte Arbeitsbedingungen und neue Märkte in Übersee, erste Ansätze. Die Stadt erlebte eine neue Blütezeit in ihrer Textilgeschichte, die sichtbar wurde im Baustil der neuen Fabriken mit ihren schlanken, gestreckt-rechteckigen Geschossbauten, die seit etwa 1850 durch Treppentürme betont und ab 1874 durch einen ersten Sheddachbau für die „Ritz & Vogel AG“ ergänzt wurden. Spätestens ab den 1850er-Jahren hatte sich in Aachen die „Volltuchfabrik“ durchgesetzt, in der weitestgehend alle Produktionsbereiche zur Tuchherstellung in einer Fabrik vereinigt waren. Charakteristisch war zudem das Nebeneinander von Großbetrieben mit zum Teil weit über 1000 Beschäftigen und vielen Kleinbetrieben von nur geringer Größe sowie Mühlenbetriebe im ländlichen Bereich am Stadtrand.
Die Schattenseite dieser Zeit war, dass für die verschiedenen Arbeitsgänge vermehrt möglichst kostengünstiges Personal benötigt wurde, was zu einer verstärkten Beschäftigung von Kindern, Jugendlichen, Frauen und ungelernten Kräften führte. Teilweise lag die Kinderarbeit in den Tuchfabriken bei über 50 % der Belegschaft und diese Arbeitskräfte wurden zudem weit unter dem Tarif für Arbeiter bezahlt. Die Folgen waren schwerwiegende Erkrankungen und eine überdurchschnittliche Sterberate unter der Arbeiterschaft. Darüber hinaus gab es keine sozialen Absicherungen, was im Krankheitsfalle zu Kündigungen und sozialem Abstieg der Familien führen konnte. Eine der Reaktionen darauf waren die zu dieser Zeit vermehrten Ordensgründungen in Aachen wie unter anderem die Schwestern vom armen Kinde Jesus oder die Armen-Schwestern vom heiligen Franziskus, die es sich zur Aufgabe gemacht hatten, sich im Besonderen den bedürftigen Kindern, Jugendlichen und verarmten Familien sowie den Kranken und Gebrechlichen zu widmen. Dabei stammten die Ordensgründerinnen wie beispielsweise Clara Fey oder Franziska Schervier oftmals selber aus den örtlichen Industriellenfamilien und kannten daher beide Seiten der Gesellschaft.
Erst ab den späten 1870er-Jahren traten unter Otto von Bismarck durch die neu eingeführten Sozialgesetze allmähliche Verbesserungen bei den Arbeitsbedingungen ein.

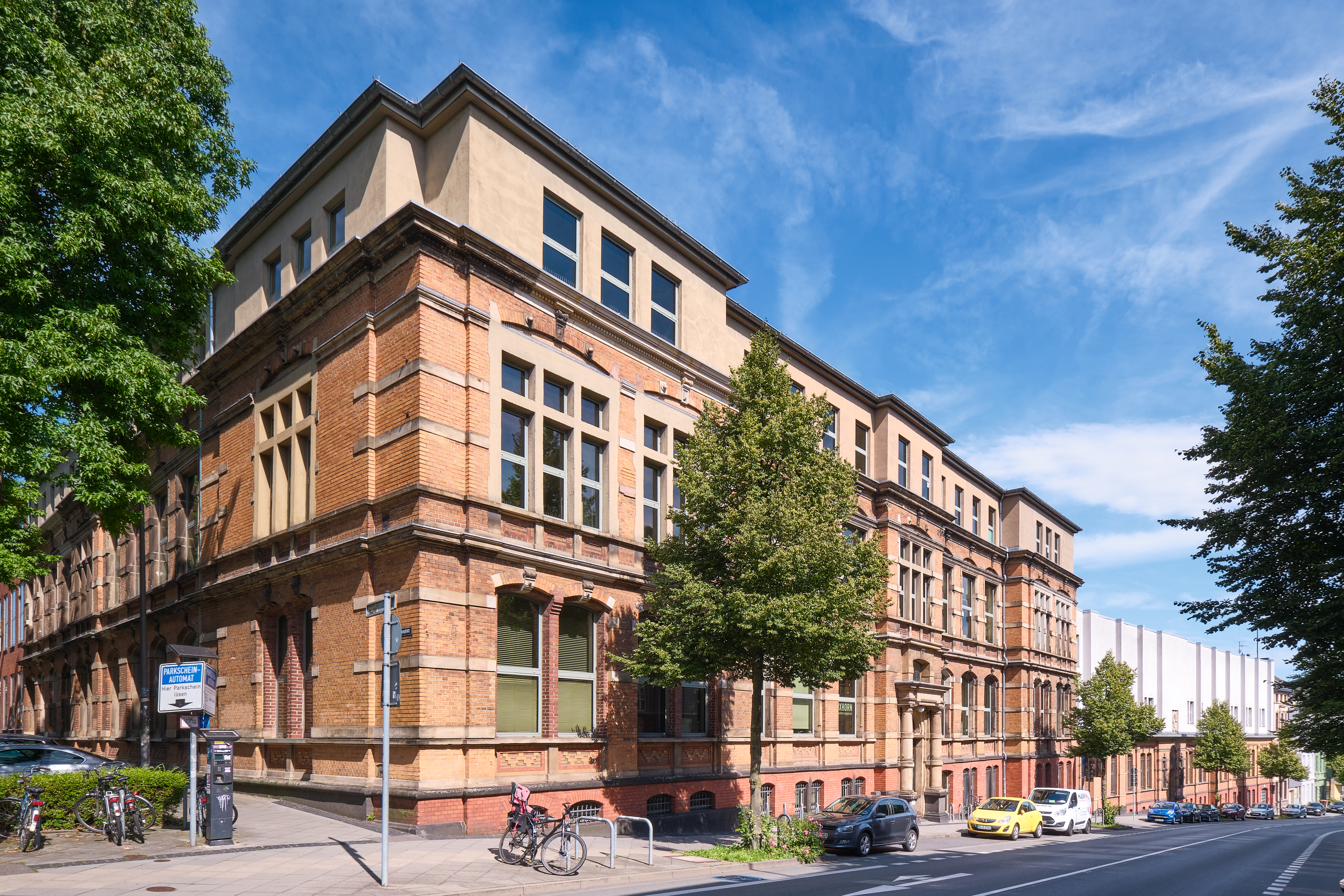
Gebäude der ehem. Textilingenieurschule, heute Fachbereich Gestaltung der FH Aachen

Darüber hinaus zahlte sich in jener Zeit Bismarcks maßvolle Schutzzollpolitik von 1880 aus, die bewirkte, dass ausländische Tuche den Markt nicht überschwemmten und somit einheimische Produktionen unterstützt wurde. Um in dieser Zeit der Hochbeschäftigung die Ausbildung und Qualität der Mitarbeiter in der Tuchindustrie zu gewährleisten, wurde am 21. Dezember 1882 zunächst der „Webschulverein für den Regierungsbezirk Aachen“ und am 1. Oktober 1883 die „Höhere preußische Textilschule“gegründet, aus der 1902 die „Textilingenieurschule Aachen“ wurde. Am 1. Juni 1887 folgte als Erste ihrer Art in Deutschland die Gründung der „Konditionieranstalt für Garne, Wolle und Textilfasern“, das spätere Warenprüfungsamt. Schließlich schlossen sich die örtlichen Fabrikanten selbst zu dem 1889 gegründeten „Tuchfabrikantenverein Aachen“ zusammen, um gemeinsame wirtschaftliche Interessen besser umsetzen zu können. Auf ihre Initiative hin wurde drei Jahre später als Dachverband der „Verein deutscher Tuch- und Wollwarenfabrikanten“ mit Sitz in Berlin gegründet.
In dieser Phase der Gründerzeit gab es eine Konzentration auf Herstellung von Massenprodukten und für Aachen besonders eine Spezialisierung auf die Herstellung von Streichgarntuchen. Ab den 1870er-Jahren verlagerte sich das Interesse auf Tuche aus Kammgarn, das jedoch zunächst aus dem Elsass eingeführt werden musste. Trotz des erhöhten Bedarfs versäumten es die Aachener Fabrikanten, die Produktion von Kammgarn selbst zu übernehmen und waren daher gezwungen, dieses weiterhin von Spezialfirmen zu importieren, ab 1906 vorwiegend aus der neugegründeten Fabrik der Kammgarnwerke AG in Eupen, wo sich günstige Produktionsvoraussetzungen boten. An dieser Neugründung hatten sich daher neben dem Eupener Tuchfabrikanten Wilhelm Peters unter anderem die Aachener Fabrikanten Carl Delius und Josef Königsberger sowie die Unternehmen G. H. & J. Croon und Dechamps & Drouven als Gesellschafter beteiligt.
Die Produktionen von Streichgarn liefen weiterhin auf hohem Niveau und durch die Eingemeindung von Burtschein nach Aachen im Jahr 1897 existierten im Handelskammerbezirk Aachen/Burtscheid 151 Betriebe mit rund 13.600 Beschäftigten, die bis zum Ersten Weltkrieg trotzt einer kurzzeitigen Exportflaute um die Jahrhundertwende auf 164 Betriebe mit rund 15.400 Beschäftigten gesteigert werden konnten.

## Aufbäumen und Niedergang im 20. Jahrhundert

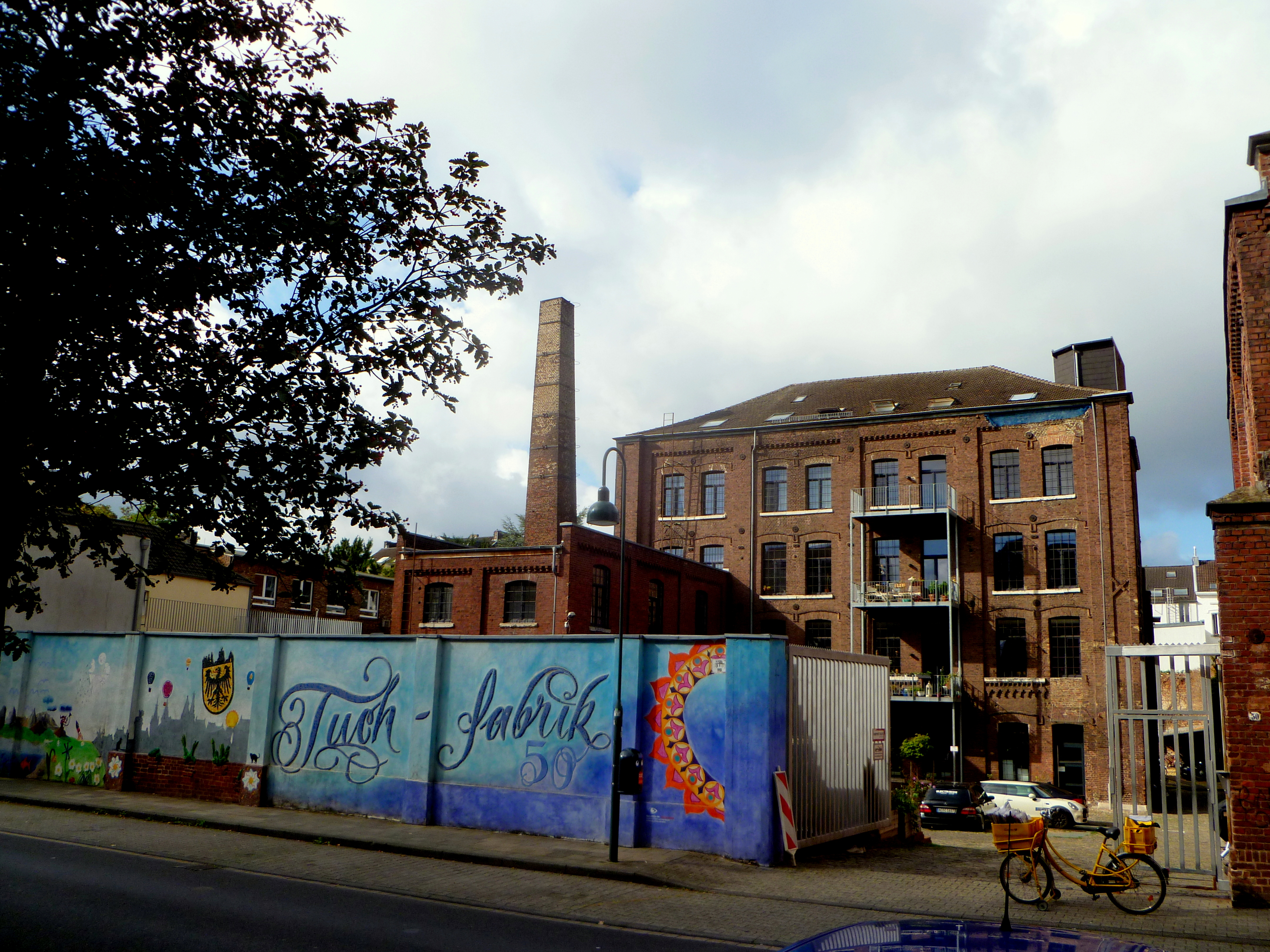
Ehem. Kammgarntuchfabrik Peters

Bereits während des Ersten Weltkriegs begann der allmähliche Niedergang der Aachener Tuchindustrie. Zum einen, da viele Arbeiter zum Militärdienst einberufen wurden, teilweise nicht mehr oder nur als Versehrte zurückkamen und auch nicht so schnell ersetzt werden konnten. Zum anderen stagnierte der technische Fortschritt durch die Sanktionsauswirkungen nach dem verlorenen Krieg, dem Separatimusaufstand in Aachen 1924 anlässlich der Gründung der Rheinischen Republik und schließlich durch die Weltwirtschaftskrise 1929. Darüber hinaus wurde Aachen infolge des Versailler Vertrags durch die Eingliederung des vormaligen preußischen Kreises Eupen in das Land Belgien durch die neuen Staatsgrenzen und die neuen Zollerhebungen von wichtigen Kooperationspartnern wie den Eupener Kammgarnwerken abgeschottet, sodass die Aachener Tuchfabriken nach neuen Zulieferern für Kammgarne Ausschau halten mussten. Dies machte sich unter anderem die Eupener Tuchfabrik „Wilhelm Peters & Co.“ zunutze und richtete 1919 eine Filialfabrik in der Aachener Ottostraße für ihre deutschen Abnehmer ein. Dies alles führte dazu, dass sich seit den Kriegsjahren in der Zeit der Weimarer Republik die Unternehmerzahlen durch Insolvenzen oder Fusionen drastisch verringerten und es um 1930 nur noch sieben Großbetriebe mit mehr als 300 Mitarbeitern und zusammen mit den Kleinbetrieben insgesamt nur noch rund 8500 Mitarbeiter in Aachener Textilbetrieben verzeichnet waren, die sich bis 1932 sogar auf rund 6000 reduzierten.
Zu Beginn der Zeit des Nationalsozialismus ergab sich für die Aachener Tuchindustrie auf Grund einer zunächst allgemein ansteigenden wirtschaftlichen Konjunktur und ein gesteigertes planwirtschaftliches Denken sowie durch Großaufträge für aus Streichgarn hergestellte Militärtuche eine leichte Wiederbelebung der örtlichen Textilindustrie. Insgesamt 53 Aachener Betriebe profitierten vom Wehrmachtstuchgeschäft und bis zum Ausbruch des Krieges waren in Aachen wieder rund 9000 Mitarbeiter beschäftigt. Als Interessenvertreter der Tuchindustrie schlossen sich am 18. Dezember 1933 einige Tuchfabrikanten zur „Aachener Streichgarnwebergemeinschaft“ (Astrege) zusammen, die ihre Mitglieder bei der Beschaffung von Uniform- und Behördentuchaufträgen unterstützte, ihnen fachmännische Beratung in Produktionsfragen zukommen ließ und für sie kommissionsweise Wolle aller Art günstig ankaufte und an ihre Mitglieder weiterveräußerte.
Dieser leichte Konjunkturaufschwung wurde jedoch durch die ab 1935 aufkommenden so genannte Arisierungsmaßnahmen von jüdisch geführten Betrieben wieder massiv erschwert. Etwa 30 % der größeren oder kleineren Unternehmen in der Textilindustrie waren zu jener Zeit, teilweise über mehrere Generationen hinweg, in der Hand jüdischer Familien. Dazu zählten unter anderem 16 Tuchfabriken, darunter als Größte die Tuchfabrik Josef Königsberger mit mehr als 500 Mitarbeitern. Zwar waren diese Firmen mit ihren Produkten für die deutsche Wirtschaft zunächst von Interesse, aber im Rahmen der zunehmenden Judenfeindlichkeit wurden die Firmeninhaber spätestens 1938 durch die Verordnung über den Einsatz des jüdischen Vermögens gezwungen, die Arisierung und damit die Übergabe ihrer Firmen an deutsche Kaufinteressenten – meist lokale Konkurrenten – notariell zu unterschreiben. Dafür erhielten sie – wenn überhaupt – nur einen so geringen Betrag des realen Verkehrswertes ihrer jeweiligen Firma, dass sie davon kaum die Judenvermögensabgabe und die Reichsfluchtsteuer, eine Voraussetzung für ihre Emigration aus Deutschland, bezahlen konnten. Nur wenige ehemalige jüdische Firmenbesitzer hatten später den Mut, nach dem Zweiten Weltkrieg nach Aachen zurückzukehren und wie beispielsweise im Falle der Familie Königsberger, erfolgreich eine Rückübertragung oder Entschädigungszahlungen einzufordern.
Der Krieg selbst brachte vor allem in seinem letzten Jahr auf Grund der Evakuierung der Bevölkerung und der massiven Zerstörungen der Fabrikbauten durch die alliierten Bombenangriffe massive Produktionsrückgänge. Diese wirtschaftlichen Probleme verstärkten sich nach dem Krieg noch durch den Mangel an Rohstoffen und durch die Währungsreform 1948. Dennoch ließen einige Unternehmer ihre Fabriken wieder aufbauen und mit neuen zeitgemäßen Maschinen ausrüsten, andere versuchten durch Fusionen eine bessere Wettbewerbsfähigkeit auf dem Markt zu erhalten. Ein weiteres Problem entstand schließlich 1957 durch die neu gegründete Europäische Wirtschaftsgemeinschaft, die die Grenzen für Importe aus ganz Europa öffnete.
Zudem war die Aachener Tuchindustrie nicht mit der Mode der Zeit gegangen und neue Produkte wie beispielsweise Jeans aus Amerika oder Billigware aus Niedriglohnländern, vor allem aus Asien, überschwemmten den deutschen Markt. Dies führte letztendlich zu einem Dominoeffekt der Schließung aller Aachener Fabriken, zuletzt im Jahre 2003 der Firma „Becker & Führen“ in Aachen-Brand. Die freiwerdenden Fabrikbauten wurden daraufhin ab den 1970er-Jahren größtenteils anderen Verwendungen zugeführt und als Industriedenkmäler unter Denkmalschutz gestellt.
Ebenso wurde die Textilingenieurschule geschlossen und 1971 in die Fachhochschule Aachen überführt, die in dem alten Gebäudekomplex am Boxgraben den Fachbereich Gestaltung unterbrachte. Stattdessen etablierte sich ab den 1950er-Jahren die wissenschaftliche Forschung von und mit Textilien an der RWTH Aachen und führt nunmehr die Aachener Textilgeschichte auf wissenschaftlicher Ebene fort.

## Bedeutende ehemalige Tuchfabriken (Auswahl)
- Karte mit allen Koordinaten:
- OSM |
- WikiMap

| Name/Lage                                                                                | Beschreibung | Bild                        |
| ---------------------------------------------------------------------------------------- | --- | --------------------------- |
| Tuchfabrik C. Nellessen Mörgensstraße 24 (früher: Mörgensgasse) (Lage)                   | 1737 eingerichtet durch Franz Nellessen Vererbung an Sohn Johann Matthias, danach an Enkel Franz Carl Nellessen; Firmierung unter „Carl Nellessen, J. M. Sohn“; 1791 als „Kaufmann handelnd in spanisch wüllenden Tüchern“ erwähnt; zw. 1822 und 1830 grundlegend erweitert. 1830 Teilnahme der Arbeiterschaft am Aachener Weberaufstand; 1860 weitere grundlegende Erweiterungen und Anbauten. Nach dem Ersten Weltkrieg versteigert an Paul Dechamps, Firmierung unter „Dechamps & Merzenich“. Nach dem Zweiten Weltkrieg Schließung und Kauf durch die RWTH Aachen; Restaurierung durch René von Schöfer; heute Außenstelle Theater Aachen (Mörgens); Denkmalschutz | weitere Bilder              |
| Spinnerei Komericher Mühle Komericher Weg 42/44 im Ortsteil Brand (Lage)                 | 1770 eingerichtet als Spinn- und Walkmühle in einer vormaligen Kupfermühle an der Inde; mehrere Besitzerwechsel; 1860 Umbau zur Streichgarnspinnerei; 1865 Filiale von „Dechamps & Drouven“; 1885 neue Kesselanlage und Dampfmaschine. 1893 Übernahme durch Peter Jakob Kutsch und Umfirmierung zu „P. J. Kutsch Streichgarn-Spinnerei“. 1901 durch Brandstiftung schwer beschädigt, anschließen wieder aufgebaut und maschinell neu ausgestattet. 1960 Betrieb durch die Söhne Kutsch eingestellt und Gesamtkomplex an die Gemeinde Brand verkauft. Seitdem Büro- und Landwirtschaftsgebäude, Denkmalschutz | weitere Bilder              |
| Tuchfabrik van Houtem/Lochner Karlsgraben 55 – Lochernstraße 4–20 – Mauerstraße 5 (Lage) | 1773 Neubau durch Heinrich van Houtem am Johannisbach; 1798 Vererbung an Sohn Iganz van Houtem; 1804 Besichtigung durch Napoléon; 1810 ca. 290 Mitarbeiter; 1830 Kauf einer 20-PS-Dampfmaschine zum Betrieb der Walk- und Spülmühlen sowie der Rau- und Schermaschinen. 1857 Übernahme durch Johann Friedrich Lochner; Erwerb der Junkersmühle; 1873 Vererbung an Emil Lochner, Fritz Lochner und Rudolf Lochner; Neues Fabrikgebäude nach Plänen von Otto Intze sowie umfangreiche Erweiterungen, Bau neuer Straßen und Grünanlagen. 1907 Liquidation; 1928 Übernahme der Gebäude durch die RWTH Aachen; Denkmalschutz des barocken „Lochnertores“ und des Kutscherhauses. | weitere Bilder              |
| Tuchfabrik Pastor Augustastraße 80 (Lage)                                                | 1800 von Caspar Braaf zunächst eingerichtet als Spinnmühle in der Augustastraße am Beverbach; 1828 Verpachtung an „Schamborn & Bischof“; 1856 Kauf durch Gottfried Pastor; umfangreiche Erweiterungen und Einbau einer Dampfmaschine; 1863 weitere Anbauten und Treppenturm sowie Erwerb weiterer Dampfmaschinen. 1909 Verkauf der Erben Pastor an „Katz & Langstadt“; Volltuchfabrik (siehe dort) | weitere Bilder              |
| Tuchfabrik Johann Erckens & Söhne Dammstraße (Lage)                                      | 1805 Gründung einer Tuchfabrik durch die Brüder Friedrich und Johann Melchior Erckens in der Burtscheider Hauptstraße; 1857 Übernahme durch Oskar Erckens und Firmierung unter „Johann Erckens & Söhne“, ab 1907 GmbH; 1866 Neubau in der Bendstraße, Kontor und Magazingebäude in der Malmedyer Straße. 1928 Zusammenschluss mit der „Tuchfabrik C. Delius“ sowie sechs weiteren Unternehmen zur „Toga, Vereinigte Weberei Actien-Gesellschaft“ mit Sitz in Aachen. 1932 Auflösung und Stilllegung der Betriebe. Nur Teile erhalten, heute Sitz eines RWTH-Instituts. | weitere Bilder              |
| Tuchfabrik J. H. Kesselkaul Krakaustraße 25–27 (Lage)                                    | 1815 Gründung durch Johann Heinrich Kesselkaul und Joseph van Gülpen als „Van Gülpen & Kesselkaul“ in der Königstraße; 1825 Umzug in die Adalbertstraße; Einbau von dampfgetriebene Spinn-, Scher- und Raumaschinen; Umzug vor das Kölntor. 1838 Ausstieg von van Gülpen; 1850 drittgrößter Tuchunternehmer Aachens. 1855 Umzug zur Krakaustraße an die Pau; bis 1914 Gewinn mehrerer Wirtschaftspreise. Vor den Weltkriegen Spezialisierung auf Militärtuche. Nach dem Zweiten Weltkrieg Wiederaufbau, 1977 stillgelegt. Denkmalschutz von Hauptgebäude mit Tordurchfahrt. | weitere Bilder              |
| Spinnerei Startz Löhergraben 22 (Lage)                                                   | 1821 eingerichtet durch Gotthard Startz am Löhergraben am Ufer der Pau; Erwerb einer Dampfmaschine für drei Walk- und zwei Spülkümpel sowie vier Spinnmaschinensätze und Schermaschinen. Mehrfacher Besitzerwechsel, darunter von 1851 bis 1907 verpachtet an die Tuchfabrik Delius. 1975 Übernahme durch die Stadt Aachen; Einrichtung als Kulturzentrum Barockfabrik. Denkmalschutz für Gebäude und Schornstein. | weitere Bilder              |
| Tuchfabrik J. A. Hergett Heinzenstraße 16 (Lage)                                         | 1830 eingerichtet am Templergraben, Schwerpunkt Buckskin; 1861 verlegt in die Heinzenstraße; bis 1867 mehrfach erweitert. Beschwerden wegen Rauchbelästigung. 1895 neue Kraftanlage mit Zweiflammrohrkessel und neuem Kamin. Bis 1958 in Betrieb; Denkmalschutz. | weitere Bilder              |
| Tuchfabrik C. Delius Deliusstraße 6–30 (Lage)                                            | 1851 Einrichtung einer Weberei in der Jakobstraße und einer Walkerei mit Rauerei in der vormaligen Spinnerei Startz durch Carl Delius, senior; Übernahme durch die Söhne Carl, Gustav und Robert; 1906 Umzug zur Deliusstraße. Rund 1.200 Mitarbeiter und 100 Angestellt in den besten Jahren. 1928 Zusammenschluss mit „Johann Erckens & Söhne“ sowie sechs weiteren Unternehmen zur „TOGA, Vereinigte Weberei Actien-Gesellschaft“ mit Sitz in Aachen. 1932 Auflösung und Stilllegung der Betriebe. 1947 Übernahme durch Leonhard Monheim AG, 1980 Schließung. Sanierung und Umbau des Hauptgebäudes zu Wohnungen; Denkmalschutz. | weitere Bilder              |
| Tuchfabrik G. H. & J. Croon Annastraße 54–58 (Lage)                                      | 1862 Gründung durch Heinrich Gustav und Julius Croon am Karlsgraben; 1870 Umzug in die Annastraße in die Gebäude der vormaligen Tuchfabrik Waldthausen; 1885 Übernahme des Areals der benachbarten und abgebrannten „Rheinischen Tuchfabrik“ am Löhergraben Nr. 2 an der Pau, die ihrerseits als Unternehmen 1893 in die „Haarener Tuchfabrik“ einfloss. Spezialisierung auf Kammgarnstoffe. Im Zweiten Weltkrieg schwer zerstört; Wiederaufbau. 1959 Verlegung nach Aachen-Brand, Färberei in die Soers. 1968 Fusion mit „Nickel & Müller“ sowie „Dechamps & Drouven“ durch Waldemar Croon zu „Dechamps Textil AG“. 2002 Stilllegung. | Fabrikhof Tuchfabrik Croon  |
| Tuchfabrik J. Cüpper & Sohn Brabantstraße 73 (Lage)                                      | 1871 Gründung der Tuchfabrikation Cüpper in Burtscheid, 1889 Umzug in die Fabrikanlage der vormaligen und seit Mitte der 1850er-Jahre bestehenden Tuchfabrik „Comp & Aldenhoven“ an die weiße Mühle am Ufer des Beverbaches in der Brabantstraße im Frankenberger Viertel; weiterer Ausbau und Umfirmierung in „J. Cüpper & Sohn“, 1900 Einrichtung einer Spinnerei, 1902 Modernisierung des Maschinenparks. 1932 Übernahme durch die Firma „Textilwerk Aachen GmbH“. 1942 Einzug der „Tuchfabrik F. & M. Meyer“ in die Fabrikanlage, 1949 Umfirmierung in „Kammgarnfabrik Meyer & Co.“ 1959 stillgelegt und anschließend Einzug von Kleinunternehmen aus der Textilbranche sowie von Büros. Anfang 2000 Abriss der maroden Bauten. | Tuchfabrik J. Cüpper & Sohn |
| Tuchfabrik Aachen vormals Süskind & Sternau AG Charlottenstraße 14 (Lage)                | 1873 Neuer Firmenkomplex am Beverbach im Frankenberger Viertel, erbaut nach Plänen von Otto Intze; Die Tuchfabrik erhielt die erste Sheddachhalle Aachens. Eingerichtet durch Alfred Ritz und Conrad Vogel, 1887 Übernahme durch Albert Süskind und Sigmund Sternau; 1897 Umfirmierung und Umwandlung zu „Tuchfabrik Aachen AG vormals Süskind und Sternau“. Größtes Unternehmen Aachens in der Branche, zeitweise mehr als 1200 Mitarbeiter. Im Zweiten Weltkrieg teilweise zerstört; 1952 Konkurs; Restaurierung so weit möglich und anderen Verwendungen zugeführt. Denkmalschutz für „Intzeturm“. | weitere Bilder              |
| Aktienspinnerei Aachen Viktoriastraße 72 (Lage)                                          | 1881 Einrichtung einer Spinnerei durch Emil Hilden und Theodor Reuven in der Beeckstraße; 1889 Verlegung in die Viktoriastraße im Frankenberger Viertel; 1899 Übernahme der Färberei und Wollwäscherei „Philipps & Mathee“ auf der Hammmühle in Stolberg-Hamm sowie der Rheinischen Kunstseidefabrik AG in Aachen; ab 1900 Spezialisierung auf Trikotagenstoff. 1922/1923 bauliche und maschinelle Vergrößerungen der Hammmühle und Neubau einer Spinnerei. Im Zweiten Weltkrieg wurden die Gebäude in Aachen schwer zerstört und der Hauptsitz in Aachen stillgelegt, jedoch das Werk in Stolberg bis Mitte der 1980er-Jahre beibehalten; Denkmalschutz nur für das erhaltene Vorderhaus in Aachen. Die Werksanlage in Stolberg wurde abgerissen und das Areal zu einem Gewerbepark umgebaut. | weitere Bilder              |
| Haarener Tuchfabrik Hauptstraße 24 (heute Alt-Haarener Straße) (Lage)                    | 1881 von Jacob Lippmann im seit 1972 eingemeindetem Aachener Ortsteil Haaren gegründet. Lippmann war seit 1879 im Vorstand der „Rheinischen Tuchfabrik“, die später nach dem Brand von 1885 im Jahr 1893 in die Haarener Tuchfabrik aufging. Sein Sohn Otto verkaufte 1928 das mittlerweile als „Haarener Tuchfabrik GmbH“ firmierte Unternehmen an Josef Rummeny, der das Unternehmen fortan als „Jos. Rummeny OHG“ führt. Im Juni 1938 übernahm Rummeny zudem durch Arisierungsmaßnahmen die Tuchfabrik „Mayerfeld & Herz KG“ in der Aachener Roermonder Straße, die er zu Beginn des Zweiten Weltkrieges schließen ließ. Zum Jahreswechsel 1967/1968 wurde die Haarener Tuchfabrik von der „Tuchfabrik Königsberger“ in der Dennewartstraße übernommen und bereits um 1970 die Produktion in der alten Haarener Fabrik eingestellt. Kurz vor der Jahrtausendwende wurden die maroden Fabrikgebäude abgerissen. | Haarener Tuchfabrik         |

### Arisierte Tuchfabriken (Auswahl)
| Name/Lage                                                            | Beschreibung | Bild                    |
| -------------------------------------------------------------------- | --- | ----------------------- |
| Marx & Auerbach Templergraben – Eilfschornsteinstraße (Lage)         | 1839 Einrichtung einer neuen Tuchfabrik durch Nathan Marx und Mayer Lippmann im vormaligen Kupferhof von Johann Heinrich Schervier am Templergraben; Firmierung unter „Marx & Lippmann“; die Söhne und Schwiegersöhne von Nathan Marx steigen in die Geschäftsleitung; Umfirmierung zunächst in „Marx & Söhne“, dann in „Marx & Auerbach“, zwischen 1861 und 1864 grundlegende Erweiterung durch Friedrich Joseph Ark. 1938 Zwangsverkauf der Fabrik durch Fritz Marx, Jude und Leiter in vierter Generation, an Robert Grünzig und dessen Schwiegersohn Ludwig Charlier; Umfirmierung in „Grünzig & Charlier“. 1948 Übernahme durch Erna Grünzig; 1950er-Jahre Verlegung zum Indeweg nach Brand; 1963 stillgelegt. Denkmalschutz für den erhaltenen Eckblock Templergraben/Eilfschornsteinstraße und Übernahme durch die RWTH Aachen. | weitere Bilder          |
| Tuchfabrik Königsberger Jülicher Straße 118 – Dennewartstraße (Lage) | 1885 gegründet durch Paul Königsberger in der Bachstraße in Burtscheid; 1888 Umzug an der ehem. Dennewartsmühle an der Wurm im Bereich des Europaplatzes in Aachen-Nord. Zwangsübergabe durch Paul Königsberger, Leiter in dritter Generation, an den technischen Leiter Fritz Meißner; Umfirmung als „Meißner & Co.“. 1950 Rückkehr der Erben Königsberger und 1951 Rückführung des Betriebes. Firmierung als „Josef Königsberger GmbH“; 1968 Übernahme sowohl der „Tuchfabrik Josef Rummeny“ aus Haaren, die um 1970 geschlossen wurde, als auch der „Leopold Schoeller & Söhne Dürener Feintuchfabrik“, die Anfang der 1980er-Jahre stillgelegt wurde. 1999 Schließung und Abriss der Tuchfabrik Königsberger an der Dennewartstraße; zugleich Neugründung in Eilendorf-Nirm; 2003 endgültige Schließung.                           | Tuchfabrik Königsberger |
| Katz & Langstadt Augustastraße 80 (Lage)                             | 1909 Übernahme der Tuchfabrik Pastor durch Julius Katz und Julius Langstadt; 1912 Bau einer großen Sheddachhalle für die mechanische Weberei; nunmehr Volltuchfabrik. Unter jüdischer Leitung durch Ernst Jacobsberg Umfirmierung zu „Tuchfabrik Neuwerk GmbH“. 1938 Zwangsübergabe an den Schwiegersohn. Im 2. WK schwer zerstört und anschließend wiederaufgebaut; Übernahme und Firmierung als „Weigelt & Co.“; 1960 endgültige Schließung. Gebäude restauriert und saniert sowie umgebaut zu Wohnraum und unter Denkmalschutz gestellt | weitere Bilder          |